# Truchtersheim
Truchtersheim község Franciaországban, Bas-Rhin megyében. Lakosainak száma 3257 fő (2018. január 1.). Truchtersheim Berstett, Pfettisheim, Pfulgriesheim, Schnersheim, Stutzheim-Offenheim és Wiwersheim községekkel határos.
Új községként 2016. január 1-jén jött létre, amikor a régi Truchtersheim egyesült Pfettisheim] korábbi községgel. 

## Népesség
A település népessége az elmúlt években az alábbi módon változott:
| Lakosok száma | 3049 | 3242 | 4103 | 3235 | 3257 |
|               | 2013 | 2015 | 2016 | 2017 | 2018 |